# Budweiser Bürgerbräu

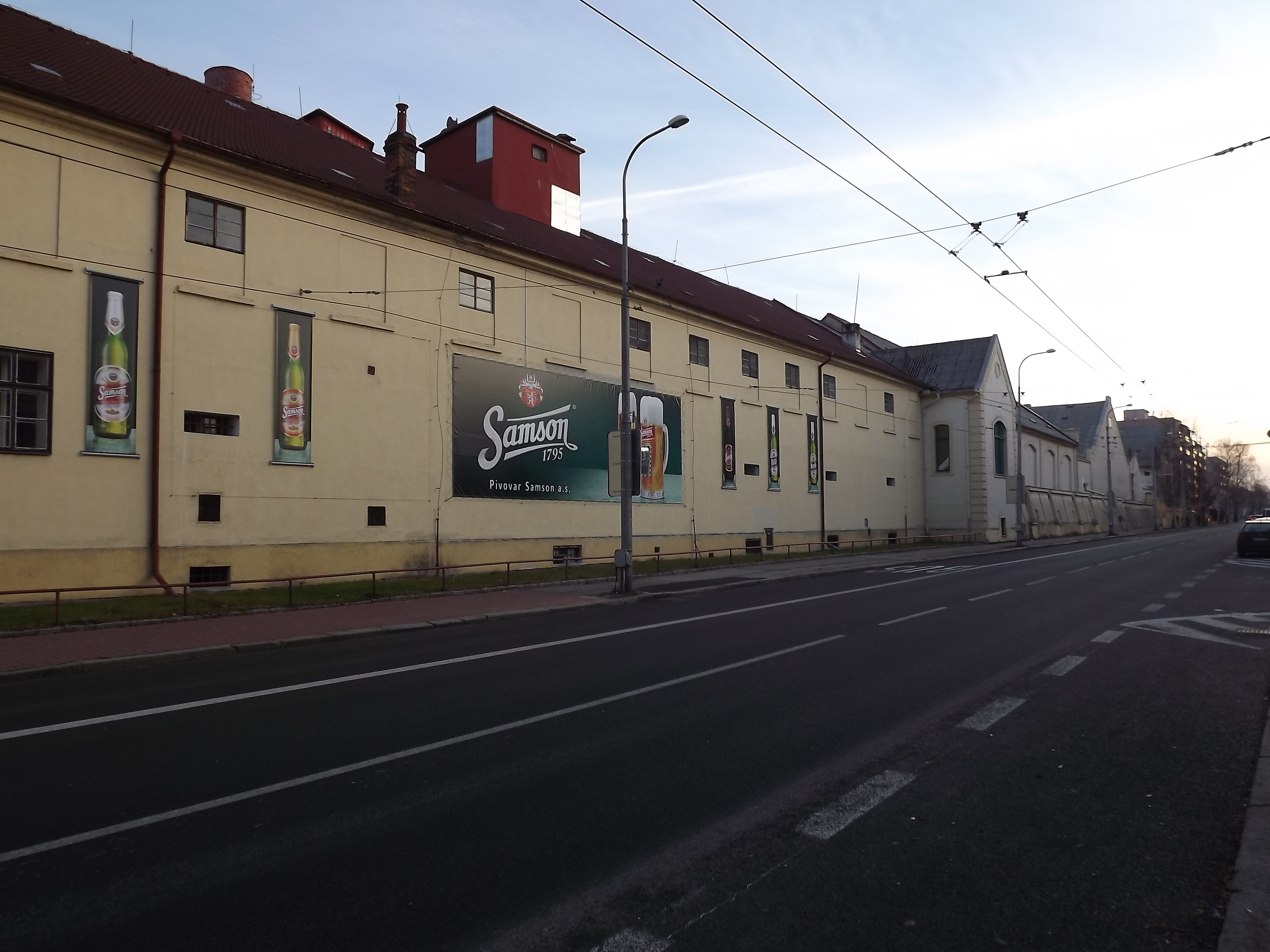
Budweiser Bürgerbräu

Budweiser Bürgerbräu ist (ab 1802 bzw. ab 1899 offiziell) die Bezeichnung für die Administration bzw. das Bier des Bürgerlichen Brauhauses Budweis, welches 1795 von Bürgern der Stadt Budweis in Böhmen gegründet wurde. Seit 2014 gehört die Brauerei zum amerikanischen Brauereikonzern Anheuser-Busch, und der Budweiser Betrieb wurde in Samson umbenannt.

## Geschichte

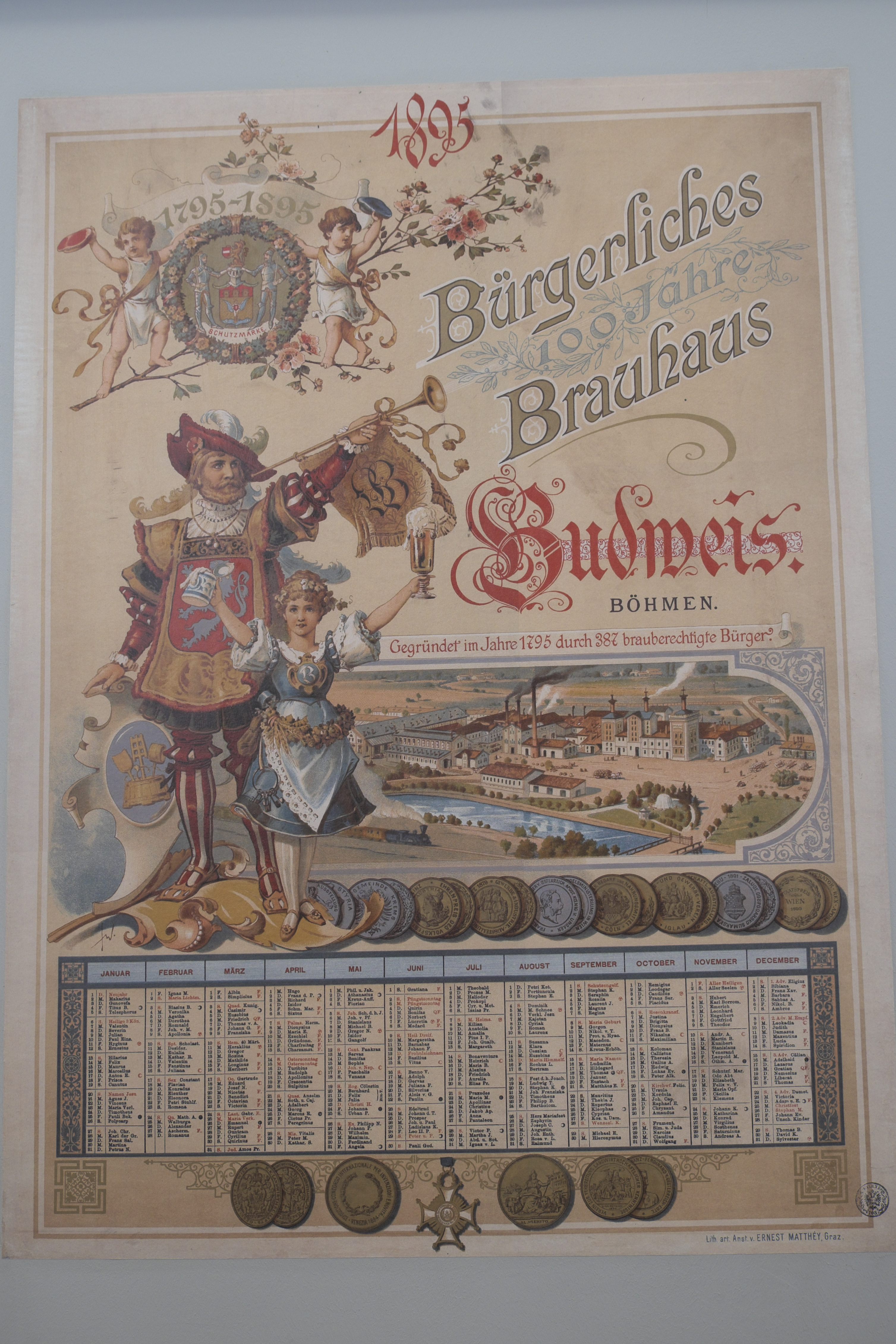
Budweiser Bürgerbräu, Plakat von 1895

Der Verleih dieser Brauberechtigung wird auf die Stadtgründung durch König Ottokar II. Přemysl 1265 datiert. Kaiser Karl IV. verlieh den Budweisern das Meilenrecht. Als Kaiser Rudolf II. eine nahe, aufblühende Bergbausiedlung 1585 zur Königlichen freien Bergstadt Kayser Rudolffstadt samt Braugerechtigkeit erhob und 1588 dort eine Brauerei in Betrieb genommen wurde, brach Streit zwischen Budweis und Rudolfstadt aus. 1619 plünderten die Budweiser schließlich den Nachbarort und erhielten 1630 von Kaiser Ferdinand II. auch die alten Rechte zurück.
Die erste Gemeindebrauerei befand sich in der Široké ulice, die Mälzerei hinter dem Rathaus. 1722 entstand eine zweite kleine Brauerei (malý pivovar) in der Ulice Karla IV. Streitigkeiten zwischen den beiden Brauereien wurden 1795 mit der Errichtung einer Braukommune beigelegt, an der 387 Stadthäuser Anteil hatten. Die Geschäftsführung der bürgerlichen Brauerei war technologischen Neuerungen gegenüber sehr aufgeschlossen. 1852 wurde in der Linzer Vorstadt entlang der Pferdeeisenbahn Budweis–Linz–Gmunden eine moderne Industriebrauerei errichtet, und 1871 war der gesamte Mälzerei- und Braubetrieb an diesem Produktionsstandort konzentriert.
Schon 1875 exportierte man nach Amerika. Dort war Budweiser (wie auch Pilsner) bereits eine beliebte Verkaufsbezeichnung, auch von Bieren, die in der Neuen Welt gebraut wurden. Budweiser Bürgerbräu wurde 1895 Hoflieferant für das Königreich Württemberg. Ab 1894 firmierte man als „Die Budweiser Bräuberechtigten – Bürgerliches Bräuhaus – Gegründet 1795 – Budweis“. Als Pendant zum Bürgerbräu, das den mehrheitlich deutschsprachigen Hausbesitzern gehörte, gründeten tschechischsprachige Bewohner 1895 eine Aktienbrauerei, die heute Bier als Budweiser Budvar (tschechisch Budějovický Budvar) anbietet. Um die Nutzungsrechte der Marke Budweiser kam es zwischen den beiden ortsansässigen sowie dem amerikanischen Unternehmen Anheuser-Busch ab 1907 zum bis heute andauernden, sogenannten Budweiser-Streit.
Nach 1918 übernahmen nach und nach tschechische Besitzer das Budweiser Bürgerbräu. 1945 wurde ein Großteil der deutschsprachigen Bevölkerung vertrieben und deutsche als auch tschechische Braubürger gleichermaßen enteignet. Beide Budweiser Brauunternehmen wurden von den Kommunisten verstaatlicht und gingen mit weiteren Brauereien in den Südböhmischen Braubetrieben (Jihočeské pivovary) auf. Die Markenrechte an den deutsch klingenden Namen wurden abgegeben bzw. gingen verloren, man verkaufte als Crystal bzw. Samson. 1960 bzw. 1989 wurde die Brauerei in První budějovický pivovar Samson (Erste Budweiser Brauerei Samson) umbenannt. Hatte die Brauerei lange Zeit unter den Markennamen Crystal, Czech Beer Crystal, Bière Tcheque Crystal und Samson verkauft, so erlangte die Brauerei 1991 die Rechte an den Herkunftsbezeichnungen Budějovický měšťanský var und Budweiser Bürgerbräu sowie 1993 an Budějovické pivo, Budweiser Bier, Bière de Budweis und Budweis Beer.
Ab Juli 2001 firmierte das Unternehmen wieder als Budějovický měšťanský pivovar a.s. (Budweiser Bürgerbrauerei AG). Im Januar 2012 wurde bekannt, dass die US-Brauerei Anheuser-Busch – der ehemalige Kontrahent im Budweiser-Streit – die Markenrechte an der Budweiser Bürgerbräu erworben hat. 2014 wurde die Brauerei von AB schließlich übernommen und in Samson umbenannt.

## Biermarken

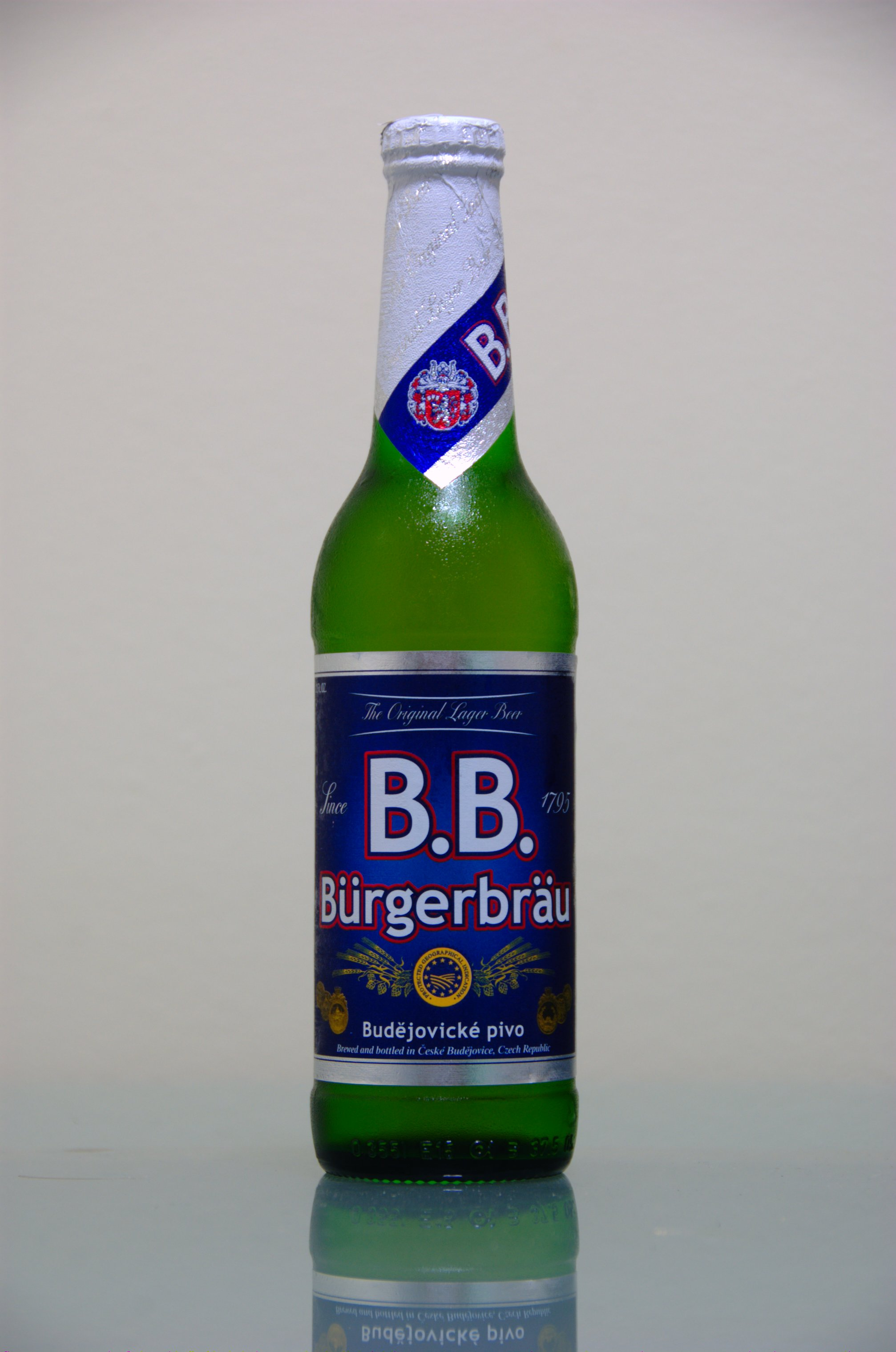
Bierflasche der Budweiser Bürgerbräu

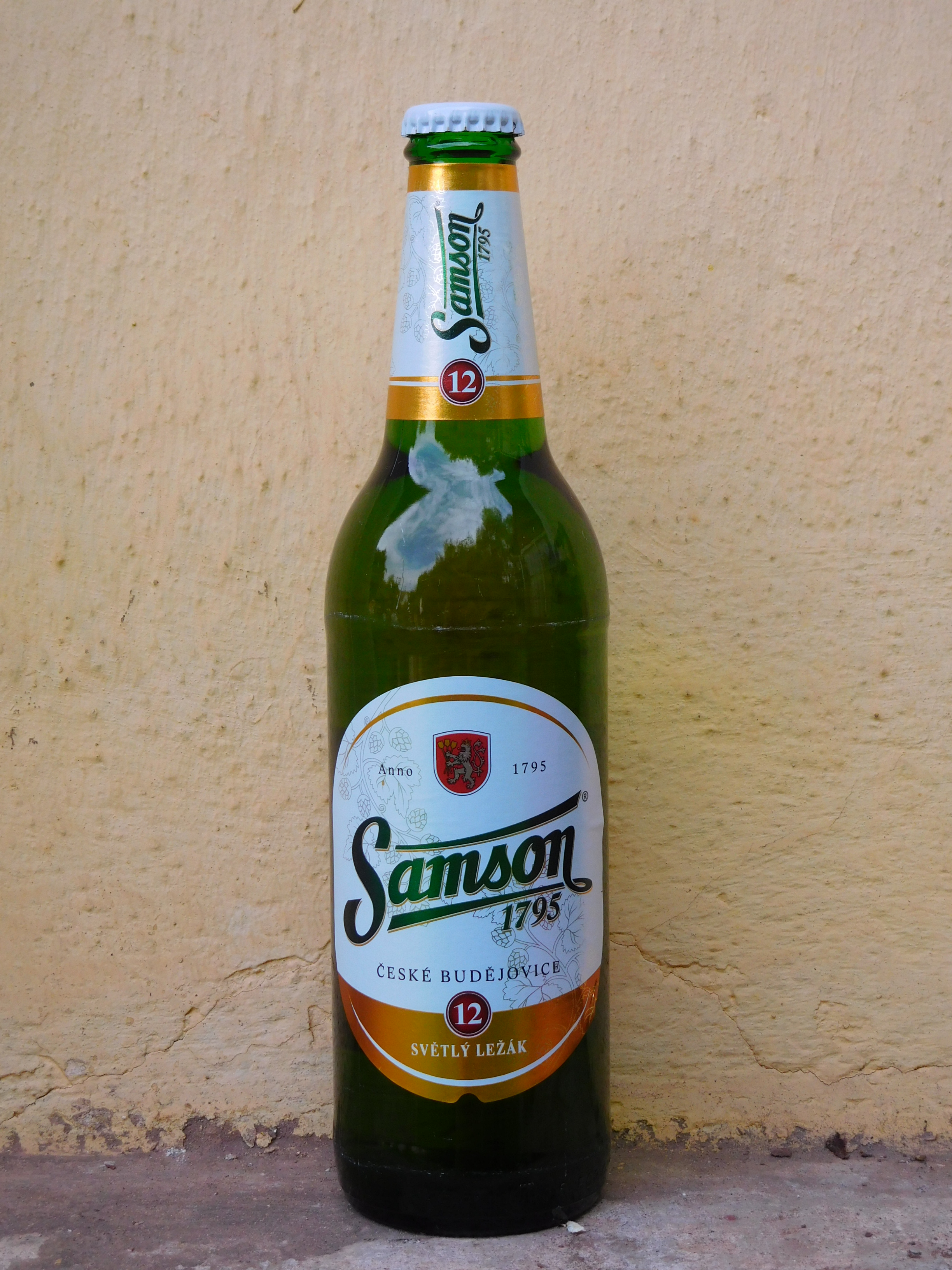
Samson 12°

Die Etiketten der Flaschen trugen laut Firmenwebsite (engl. und tschech. Version) jeweils die (deutschsprachige) Bezeichnung „Budweiser Bier“, außer für die USA, wo es lange Zeit als „B.B. Bürgerbräu“ auftreten musste. Der historische Markenname wurde mittlerweile wieder aufgegeben.
Frühere Biersorten waren:
- B.B. Budweiser Bier
- 1795 Budweiser Bier
- Samson Budweiser Bier
- Pito Budweiser Bier (alkoholfrei)
- Dianello Budweiser Bier (zuckerarm)

Aktuelle Biersorten von Samson:
- Samson 10° Stammwürze
- Samson 11° Stammwürze
- Samson 12° Stammwürze
- Samson dunkel 12° Stammwürze
- Lager 1795
- Pito (alkoholfrei)
- Samson Bock